# Pico da Antónia
Pico da Antónia är ett berg i Kap Verde. Det ligger i den södra delen av landet, 19 km nordväst om huvudstaden Praia. Toppen på Pico da Antónia är 1 394 meter över havet. Pico da Antónia ligger på ön Santiago. Det ingår i Serra do Pico de Antónia.
Terrängen runt Pico da Antónia är huvudsakligen kuperad. Pico da Antónia är den högsta punkten i trakten. Runt Pico da Antónia är det tätbefolkat, med 266 invånare per kvadratkilometer.. Närmaste större samhälle är Praia, 18,7 km sydost om Pico da Antónia. 
Omgivningarna runt Pico da Antónia är en mosaik av jordbruksmark och naturlig växtlighet.